# Poeciliopsis baenschi
Poeciliopsis baenschi, tên thông thường là golden livebearer, là một loài cá nước ngọt thuộc chi Poeciliopsis trong họ Cá khổng tước. Loài này được mô tả lần đầu tiên vào năm 1986.

## Từ nguyên
Loài cá này đã được đặt theo tên của Hans A. Baensch (1941 – 2016), tác giả kiêm biên tập viên, đồng thời là nhà xuất bản những cuốn sách về thủy sinh.

## Phân bố và môi trường sống
P. baenschi có phạm vi phân bố ở Bắc Mỹ. P. baenschi được tìm thấy trong những vùng nước chảy xiết ở một số lạch nước, nhánh sông ở bang Jalisco và bang Colima của Mexico.

## Mô tả
Chiều dài cơ thể lớn nhất được ghi nhận ở P. baenschi là 4,4 cm. Sau khoảng 28 ngày mang thai, cá mái có thể cho ra đời khoảng từ 10 đến 20 con cá bột.